# ネムゼティ・アトレーティカイ・ケズポント
ネムゼティ・アトレーティカイ・ケズポント（ハンガリー語: Nemzeti Atlétikai Központ）は、ハンガリー・ブダペストにある多目的スタジアム。2023年8月には2023年世界陸上競技選手権大会のメイン会場として使用された。国立陸上競技場とも呼ばれる。

## 概要
2017年9月、ハンガリー陸上協会が新スタジアムでの世界陸上競技選手権開催をワールドアスレティックスに表明した。これより新スタジアムの建設計画策定が進められ、2020年12月10日に建設工事は着工された。スタジアム周辺には屋外の運動場や広場といった公共施設も併設される。建設当初は総工費6億ユーロほどと見積もられたが、その後3度の増資を経て6.58億ユーロにまで建設費は膨れ上がった。
2023年6月17日、無事に新スタジアムは竣工し、ハンガリー陸上協会へ引き渡されて供用が開始された。スタジアム初の国際大会は2023年8月の2023年世界陸上競技選手権大会であり、全49種目が開催された。
2025年8月13日にはワールドアスレティックスコンチネンタルツアー・ゴールドのハンガリーGPが開催された。この大会の男子棒高跳びでスウェーデンのアルマンド・デュプランティスが6m29の世界記録を樹立した。

## ギャラリー

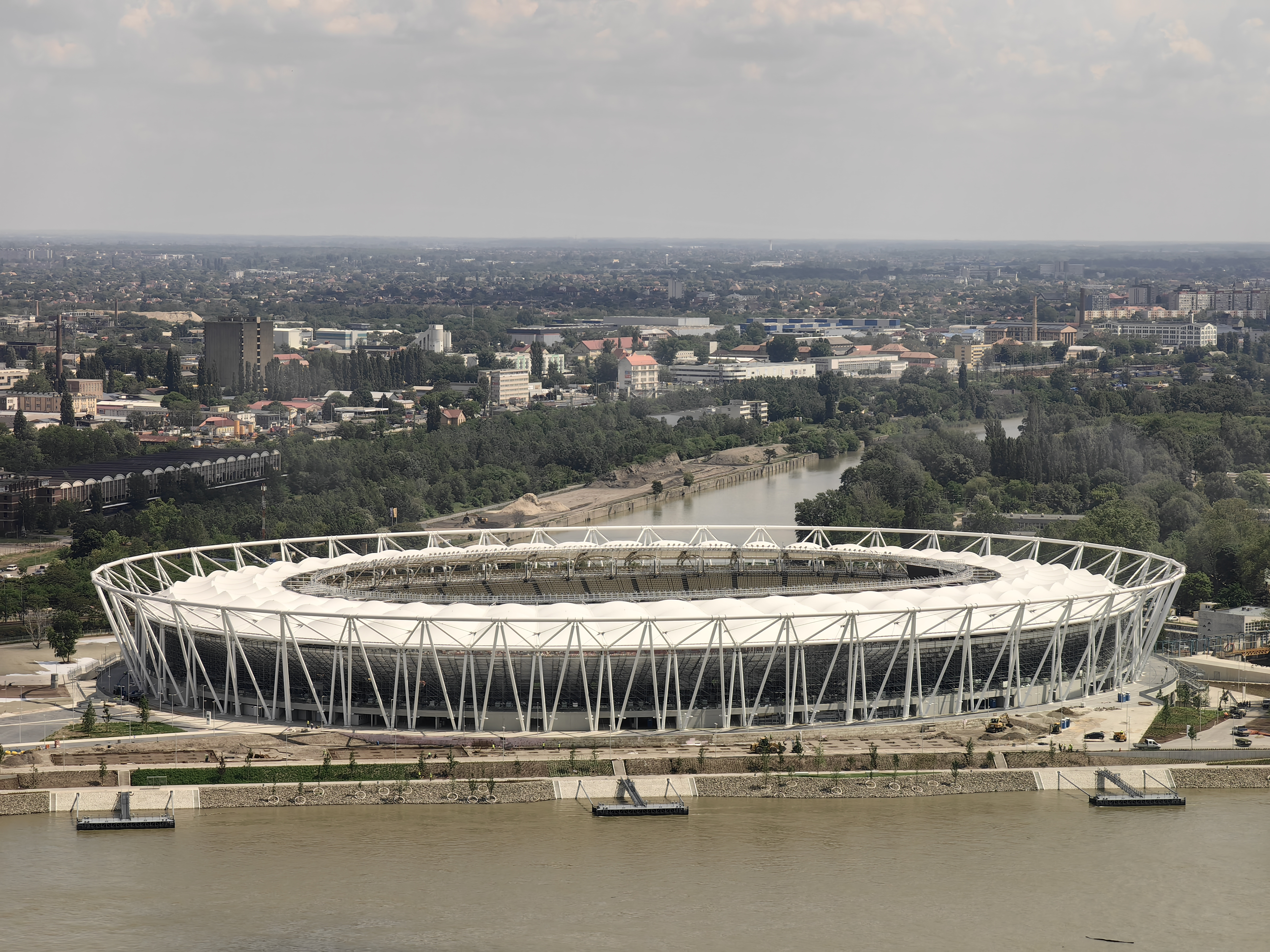
2023年の外観
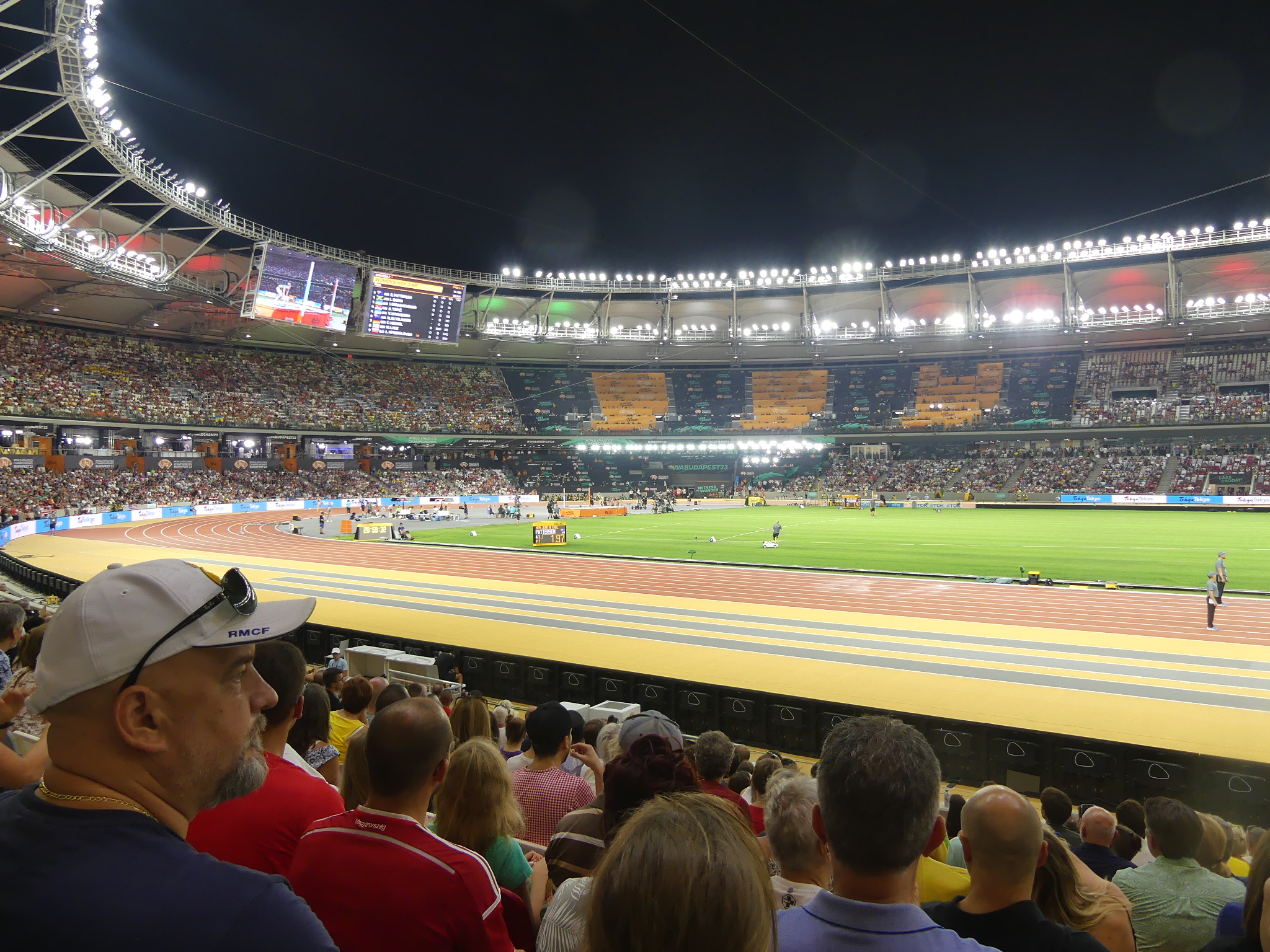
2023年の内観
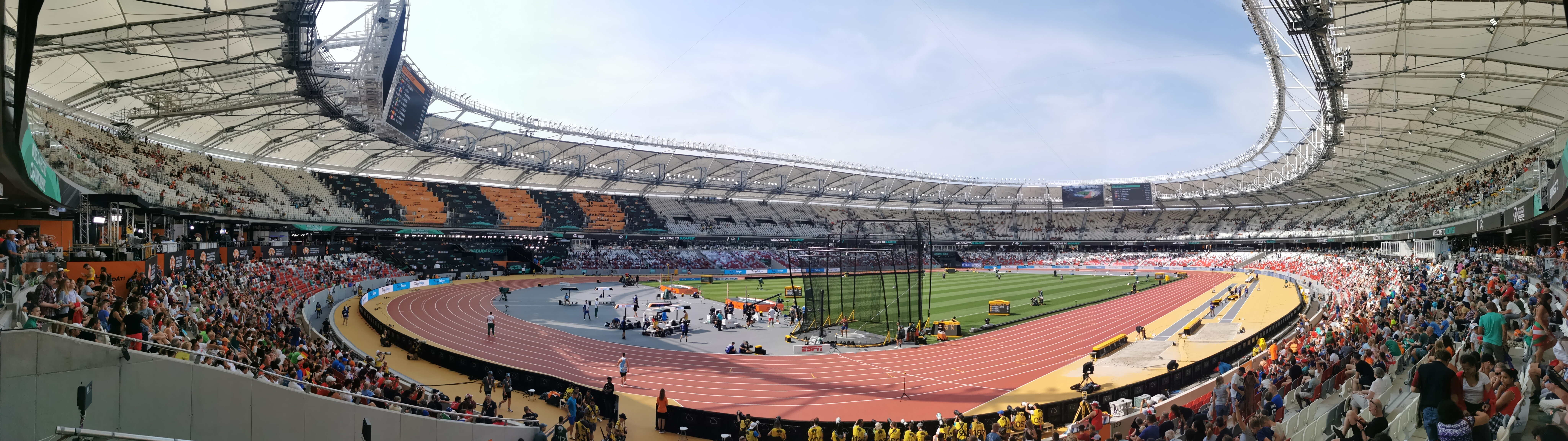
2023年世界陸上競技選手権大会